# 法律语言
法律语言（英語：legal writing，又稱法律術語、法律用詞）是指在書寫或闡述與法律相關的內容時所使用的語言。一般來說，法律文件的用語為求準確，都會對每一項事物有準確的定義。
內容近似文言文，但是以白話文書寫。如「應該」要以「應」為表示，稱「雙方」為「甲乙」方，稱「有嫌隙」為「素有恩怨」等。法律語言與官僚語言（officialese）重合性很大，因其最廣義均涵蓋法規條文、行政文書、司法判決等面向。官僚語言如:「我們樂意幫你，但是你必須先回答以下問題。」進而從以下問題回推樂意之定義。
根據《牛津法律大辞典》，「法律語言」的定義指其注释义项涵盖了法律语言的产生、运用及法律语言的词语、文句等。词条指出，法律语言最早是指英格兰和苏格兰的皇家判决、法律、诉讼程序、诉讼卷宗、特许状及法律书籍所使用的语种。关于“法律语言词语构成”的说明，与社团方言是一套符号系统的理论基本一致，词条指出“法律语言部分是由具有具体意义的单词组成，这些单词在日常用语中即使有，但也很少使用，如侵权行为人；部分则是为具有专门法律含义的日常用语的单词组成，如预谋、过失、非法侵入；还有部分是日常用语组成。”“法律如果有大量的专门词汇，其则会更好，而不会更糟。”另外，该词条还指出“法律语言在国际环境中还会产生更多的问题，将一种语言的法律文本转为另一种语言的法律文本是极为困难的。”这已涉及到法律翻译的问题。从以上引述可以看出，“法律语言”这一术语的确立源远流长，作为社团方言的法律语言随社会的发展而发展，随历史的演进而变革。
给任何事物定义，均在于揭示其本质特征与本质属性，以便确定研究对象与研究范畴，这是确保研究工作有序、有效、正确的必须。基于“法律语言生成理论”的阐释，法律语言可以定义为：为适应法律范畴特殊交际的需要，从全民共同语中分化出来的“社团变体”。换言之，法律语言是以全民共同语言为基础，在立法、司法与执法的全过程中逐渐形成的，具有法学专业特色的一种社团方言。

## 參閱
- 法律英語